# Marcián
A Marcián a latin eredetű Martianus név rövidülése, jelentése: Martius nemzetségből való.

## Gyakorisága
Az 1990-es években szórványos név, a 2000-es években nem szerepel a 100 leggyakoribb férfinév között.

## Névnapok
- február 9.[2]
- június 17.[2]
- július 2.[2]
- október 25.[2]